# Wright XF3W
Wright XF3W là một loại máy bay đua của Hoa Kỳ, do Wright Aeronautical chế tạo cho Hải quân Hoa Kỳ.

## Tính năng kỹ chiến thuật

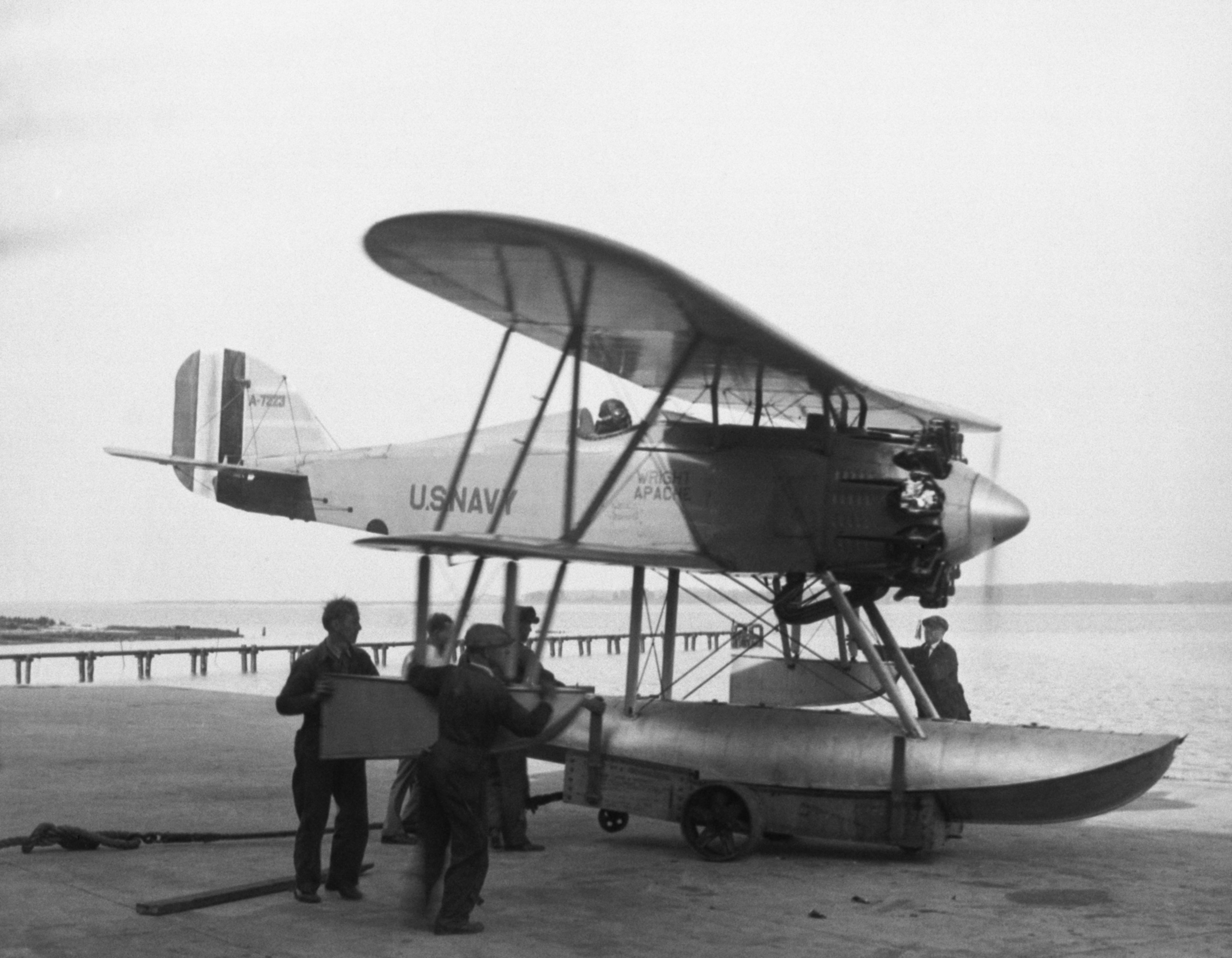
XF3W-1.

Dữ liệu lấy từ Angelucci, 1987. p. 462.
Đặc điểm tổng quát
- Kíp lái: 1
- Chiều dài: 22 ft 1 in (6.73 m)
- Sải cánh: 27 ft 4 in (8.33 m)
- Chiều cao: 8 ft 6 in (2.59 m)
- Diện tích cánh: 215 ft2 (19.97 m2)
- Trọng lượng rỗng: 1.414 lb (641 kg)
- Trọng lượng có tải: 2.128 lb (965 kg)
- Động cơ: 1 × Pratt & Whitney R-1340-B, 450 hp (336 kW) mỗi chiếc

Hiệu suất bay
- Vận tốc cực đại: 162 mph (261 km/h)
- Trần bay: 38.560 ft (11.753 m)